# ائومسان
ائومسان (به لاتین: Oeumsan) یک کوه و تپه در کره جنوبی است که در استان گانگوون واقع شده‌است. ائومسان ۹۳۰ متر بالاتر از سطح دریا واقع شده‌است.